# Pokarekare Ana

Pokarekare Ana est une chanson d'amour traditionnelle néo-zélandaise chantée en maori.

## Histoire
Probablement collectivement composée au début de la Première Guerre mondiale, c'est le parolier Paraire Tomoana qui établit les paroles définitives en 1917, les publiant pour la première fois en 1921. Il dit que la chanson provient « du nord d'Auckland » et qu'elle avait été popularisée par les nouvelles recrues maori en entraînement près de la ville avant d'être envoyés lutter dans les tranchées européennes.
Il y a eu plusieurs revendications de paternité de la chanson, jamais définitivement établie. Les paroles et la musique sont aujourd'hui à charge des descendants de Tomoana.
Des dizaines de chanteurs ont interprété Pokarekare Ana, dont Prince Tui Teka, les chanteuses d'opéra Kiri Te Kanawa et Malvina Major, le groupe anglais Angelis, et la jeune soprano Hayley Westenra.
Le 17 avril 2013, à la Chambre des représentants de Nouvelle-Zélande, une foule de spectateurs dans les tribunes a entonné la chanson lors de l'adoption définitive de la proposition de loi de Louisa Wall, légalisant le mariage homosexuel.

## Paroles
Les paroles en maori sont restées pratiquement inchangées sauf pour la localisation des eaux mentionnées au début. On trouve par contre grand nombre de traductions différentes en anglais
À l'origine chantée en temps 3/4 (valse), elle est le plus souvent chantée en 4/4 depuis la Seconde Guerre mondiale.

« Pokarekare ana, nga wai o Waiapu

Whiti atu koe hine, marino ana e

E hine e, hoki mai ra, ka mate ahau i te aroha e.

Tuhituhi taku reta, tuku atu taku riingi

Kia kite to iwi, raruraru ana e.

E hine e, hoki mai ra, ka mate ahau i te aroha e.

Whatiwhati taku pene, kua pau aku pepa

Ko taku aroha, mau tonu ana e.

E hine e, hoki mai ra, ka mate ahau i te aroha e.

E kore te aroha, e maroke i te ra

Makuku tonu i aku roimata e.

E hine e, hoki mai ra, ka mate ahau i te aroha e. »

« Les vagues déferlent sur la côte de Waiapu,

Mon cœur se languit de ton retour, mon amour.

O bien-aimée, reviens-moi, mon cœur se brise d'amour pour toi.

Je t'ai écrit une lettre, et y ai joint mon anneau,

Afin que ton peuple voie que je suis peiné.

O bien-aimée, reviens-moi, mon cœur se brise d'amour pour toi.

Ma pauvre plume est cassée, mon papier épuisé,

Mais mon amour pour toi persiste, et durera l'éternité.

O bien-aimée, reviens-moi, mon cœur se brise d'amour pour toi.

L'éclat ardent du soleil ne brûlera pas mon amour,

Toujours verdoyant grâce au flot de mes larmes.

O bien-aimée, reviens-moi, je pourrais mourir d'amour pour toi. »

## Sources
- (en) Histoire de la chanson

- (en) Cet article est partiellement ou en totalité issu de l’article de Wikipédia en anglais intitulé « Pokarekare Ana » (voir la liste des auteurs).